# Трубенка
Тру́бенка — река в Калужской области России. Протекает по территории Износковского района. Впадает в реку Шаню в 87 км от её устья по левому берегу. Длина реки составляет 13 км.

## Происхождение названия
Трубенка — у пчеловодов последний летний рой из улья, а также поздний ребёнок. Труба — длинный пустотелый предмет, трубенок — трубач. У рек труба — рукав, протока, ответвление.

## Исторические сведения
Волость «Трубна» упоминается среди волостей Боровских, названных московскими боярами в разговоре с литовскими послами в 1494 году. Эта волость ограничивала в XV веке Медынские земли с запада. На реке Трубенка до Смутного времени стояло село Тупцово, центр Тупцовского стана Можайского уезда, выделяемый до второй половины XVIII века.

## Данные водного реестра
По данным государственного водного реестра России относится к Окскому бассейновому округу, водохозяйственный участок реки — Угра от истока и до устья, речной подбассейн реки — Бассейны притоков Оки до впадения Мокши. Речной бассейн реки — Ока.
По данным геоинформационной системы водохозяйственного районирования территории РФ, подготовленной Федеральным агентством водных ресурсов:
- Код водного объекта в государственном водном реестре — 09010100412110000021504
- Код по гидрологической изученности (ГИ) — 110002150
- Код бассейна — 09.01.01.004
- Номер тома по ГИ — 10
- Выпуск по ГИ — 0